# Melendo (obispo de Osma)
Mendo o Melendo  
(m. 1225) fue un jurista y eclesiástico español, 
profesor en las universidades de Bolonia y Vicenza
y obispo de Osma desde 1210 hasta su muerte.

| Predecesor: Rodrigo Jiménez de Rada | Obispo de Osma 1210 - 1225 | Sucesor: Pedro Ramírez de Pedrola |